# Musikjournalen
Musikjournalen var ett program i Sveriges Radio P3 om musik. Det startades 1989 och sändes sista gången den 18 januari 2007, då det lades ner.